# 斯莫吉夫
49°18′10″N 24°14′4″E / 49.30278°N 24.23444°E
斯莫吉夫（烏克蘭語：Смогів），是烏克蘭西部的村莊，隸屬利維夫州的斯特雷區。該村面積0.97平方公里，2001年人口411，人口密度每平方公里423.71人。